# 查理·魯特
查理·亨利·「金斯基」·魯特（英語：Charlie Henry "Chinski" Root，1899年3月17日—1970年11月5日），為美國職棒大聯盟的投手。職業生涯效力過布朗(今巴爾的摩金鶯隊)與小熊兩隊。他以201勝成為小熊隊史勝投王，目前仍是隊史勝投紀錄保持人。

## 職業生涯
1923年4月18日，魯特登上大聯盟。當時他後援一局無失分。7月4日，魯特完成了生涯首場先發。不過吞下了敗投。那年他出賽27場比賽(2場先發)，拿下0勝4敗，防禦率5.70。
1923年球季結束後，總教練喬治·希斯勒將魯特、Cedric Durst、Rasty Wright和Josh Billings交易至太平洋灣岸聯盟的洛杉磯天使(非現今大聯盟的洛杉磯天使)，換來George Lyons和Tony Rego。1924年，他單季拿下21勝，他也在球季結束後被小熊隊買下。1925年，他在天使隊拿下25勝。隔年正式在小熊隊出賽，那年他拿下18勝17敗，最後他在MVP票選上拿下第16名。
1927年，魯特擔任小熊隊的開幕戰先發。他面對紅雀隊的王牌格羅佛·克里夫蘭·亞歷山大還能投出完投勝。該年他投出26勝15敗，防禦率3.76。在防守方面，他整年只出現2次失誤。那年他在MVP票選拿下第二高票。1928年，魯特表現略微下滑。整年只拿下14勝18敗，防禦率3.57。
1929年，魯特拿下19勝6敗，防禦率3.47，並送出124次三振。這年小熊隊順利闖進世界大賽，魯特在第一場先發7局僅失1分卻黯然吞敗。第4場他投滿6局無失分，第7局只抓到一個出局數掉6分後退場，結果接替投球的Art Nerf上來便被Mule Haas敲出3分場內全壘打。最後運動家單局灌進10分並逆轉贏球，小熊隊後來也以1勝4敗輸掉了世界大賽。
1932年，魯特投出15勝10敗。小熊隊再度闖進世界大賽，不過最後被洋基4比0橫掃出局。魯特在第三場擔任先發，那場比賽還發生著名的「貝比·魯斯的預言全壘打」。據說魯斯在上場打擊前曾指向中外野說：「我將把球擊向那裡的看台。」最後還真的如他所願敲出全壘打。不過這個事件從來都沒有被魯特證實，因此真實性仍有待存疑。
1935年，魯特投出15勝8敗，防禦率3.08。小熊隊以100勝54敗拿下國聯冠軍，再一次闖進世界大賽。而魯特在第2場和第4場比賽有出賽紀錄。第2場比賽他一個出局數都沒抓到就掉了4分退場吞敗。第4場比賽他後援2局無失分，不過球隊1比2輸球。最後小熊2勝4敗又一次無緣冠軍。
1938年，魯特拿下8勝7敗，另有9次救援成功。這年小熊隊與海盜隊在爭奪國聯冠軍，而小熊隊在9月28日靠著蓋比·哈特奈特精彩的再見全壘打拿下了世界大賽門票。只是小熊隊卻又再一次被洋基隊橫掃。
1941年是魯特的最後一個球季，他拿下8勝7敗，防禦率5.40為生涯最差。不過他在他生涯最後一場出賽投出9局失1分奪勝的佳作，為他的職業生涯劃下了不錯的句點。

## 退休之後
退休後，魯特有一大段的時間在小聯盟執教和擔任投手教練。1957年，他在勇士隊擔任教練，並拿下世界大賽冠軍。
魯特在加州的派西恩斯擁有一塊1000英畝的田地，在從棒球界退休後，他成為了一位牧牛人。

## 逝世
1970年11月5日，魯特因病去世於加州，享年71歲。根據魯特的女兒所述，魯特在去世前不久曾對他女兒說：「我將一生奉獻給了棒球，但我卻可能是唯一一位被世人忘記的球員。」最後他被葬在加州的薩利納斯紀念公墓。

## 外部連結
- 球員資訊和成績在MLB ，ESPN，Retrosheet ，Baseball Reference ，Baseball Reference (Minors) ，Fangraphs，The Baseball Cube （英文）